# Alexander Thynne

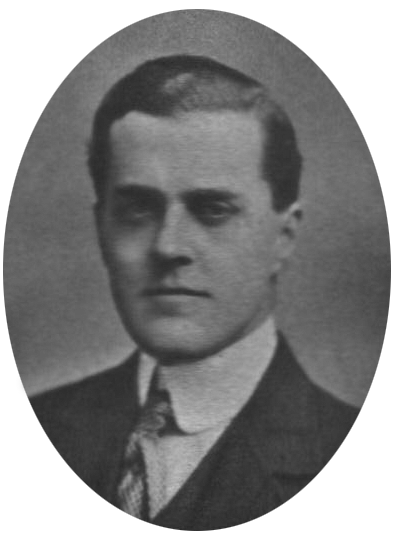
Alexander Thynne. Fotografie in der Illustrated London News vom 28. September 1918

Lord Alexander George Thynne DSO (* 17. Februar 1873; † 14. (nach anderen Angaben 16.) September 1918) war ein britischer Politiker und Soldat. Obwohl er Member of Parliament war, kämpfte er während des Ersten Weltkriegs als Soldat in Frankreich. 

## Herkunft und Ausbildung
Alexander Thynne entstammte der Familie Thynne. Er war der dritte und jüngste Sohn von John Thynne, 4. Marquess of Bath und von dessen Frau Frances Vesey. Er besuchte Eton College und studierte anschließend am Balliol College in Oxford.

## Militärdienst und politische Tätigkeit
1897 trat Thynne als Offizier in die Royal Wiltshire Yeomanry ein und diente zwischen 1900 und 1902 als Freiwilliger in der Imperial Yeomanry im Burenkrieg in Südafrika. Von 1902 bis 1905 war er Sekretär des Vizegouverneurs der Oranjefluss-Kolonie, dabei nahm er von 1903 bis 1904 als Korrespondent von Reuters an einem Feldzug in Somaliland teil. Bereits 1896 hatte Thynne bei einer Nachwahl in Frome für das House of Commons erfolglos als Kandidat der Conservative Party kandidiert, ebenso bei der Unterhauswahl 1906 für Bath. Bei den Unterhauswahlen im Januar und im Dezember 1910 erhielt er jedoch in Bath die meisten Stimmen, so dass er Abgeordneter im House of Commons wurde. Dies blieb er bis zu seinem Tod. Dazu gehörte er von 1899 bis 1900 und ab 1907 dem London County Council an.

## Teilnahme am Ersten Weltkrieg
Als Major des Wiltshire Regiment nahm Thynne am Ersten Weltkrieg teil. Er wurde Mentioned in dispatches, mit dem französischen Croix de guerre und 1917 mit dem Distinguished Service Order ausgezeichnet. Nachdem er bereits während der Sommeschlacht und im März 1918 verwundet worden war, fiel er wenige Wochen vor Kriegsende als Bataillonskommandeur im Rang eines Oberstleutnants an der Westfront. Er wurde auf einem Soldatenfriedhof bei Béthune begraben.
Er war unverheiratet geblieben.